# Barra Bonita
Barra Bonita là một đô thị thuộc bang Santa Catarina, Brasil. Đô thị này có diện tích 93,469 km², dân số năm 2007 là 2064 người, mật độ 20,9 người/km².